# Paix de Ferrare (1428)
Pour les articles homonymes, voir Paix de Ferrare.
La paix de Ferrare a été signée dans la ville homonyme le 18 avril 1428.

## Histoire
Après la paix de Ferrare de 1426 et la poursuite du conflit entre le duc de Milan, Philippe Marie Visconti, et la république de Venise, le pape Martin V et son cardinal Niccolò Albergati optèrent à nouveau pour la paix .
L'accord de paix, qui fut signé le 18 avril 1428 à Ferrare, stipula que les districts de Bresse et Bergame ainsi qu'une partie de Crémone étaient la possession de la république de Venise. Le duché rendit à Francesco Bussone da Carmagnola sa famille et sa fortune,. Le duché de Milan conserve Ghiara d'Adda, Caravaggio, Treviglio, Lecco et la vallée Saint-Martin. Le 23 avril et le 8 mai 1428, Bergame envoie des messagers à la république de Venise pour informer de la prise en possession de la ville. Le 4 juillet, la même ville envoie un ambassadeur présenter son hommage et rendre formellement allégeance à Venise.